# Charles Rihoux
Charles Rihoux (Reims, 7 de marzo de 1998) es un deportista francés que compite en natación, especialista en el estilo libre.
Ganó una medalla de oro en el Campeonato Europeo de Natación de 2022, en la prueba de 4 × 100 m libre mixto. Participó en los Juegos Olímpicos de Tokio 2020, ocupando el sexto lugar en la prueba de 4 × 100 m libre.

## Palmarés internacional
| Campeonato Europeo | Campeonato Europeo | Campeonato Europeo | Campeonato Europeo    |
| Año                | Lugar              | Medalla            | Prueba                |
| ------------------ | ------------------ | ------------------ | --------------------- |
| 2022               | Roma (Italia)      | Medalla de oro     | 4 × 100 m libre mixto |